# Scène de la vie de sainte Barbe (Pédernec)
La Scène de la vie de sainte Barbe de l'église Saint-Pierre à Pédernec, une commune du département des Côtes-d'Armor dans la région Bretagne en France, est un bas-relief datant du XVIe siècle. Il est classé monument historique au titre d'objet depuis le 1er mai 1911. 
Ce panneau en bois est une partie de retable. Le bas-relief est copié des gravures de l'école de Dürer, graveur allemand. 
Sur plus de quatre mètres et en sept tableaux, il raconte l'histoire de la vie et du martyre de sainte Barbe.  